# Marija Bursać
Marija Bursać (Drvar, 2 agosto 1920 – Vidovo Selo, settembre 1943) è stata una partigiana jugoslava, prima donna proclamata eroe popolare della Jugoslavia.

## Biografia
Bursać nacque da una famiglia di contadini serbo-bosniaci nel villaggio di Kamenica, vicino a Drvar. Dopo l'invasione della Jugoslavia da parte delle potenze dell'Asse e la loro creazione dello Stato Indipendente di Croazia nell'aprile 1941, Bursać appoggiò il movimento di resistenza partigiana guidato dal Partito Comunista di Jugoslavia (KPJ). Come altre donne nel suo villaggio, raccolse cibo, vestiti e altre provviste per lo sforzo bellico dei partigiani. Bursać divenne membro della Lega della gioventù comunista della Jugoslavia nel settembre 1941. L'agosto seguente fu nominata commissaria politica di una compagnia della 1ª Brigata Agricola della Krajina, che raccolse raccolti nella valle del fiume Sanica, e fu ammessa al KPJ alla fine di quell'estate.
Bursać divenne partigiana nel febbraio del 1943, unendosi alla decima Brigata Krajina. Con la brigata, combatté nelle aree di Bosansko Grahovo, Knin, Vrlika e Livno e prestò servizio come infermiera. Nel settembre del 1943, Bursać fu ferita a una gamba mentre lanciava bombe a mano durante un attacco alla base tedesca di Prkosi nella Bosnia nordoccidentale. Mentre veniva trasportata in un ospedale da campo a Vidovo Selo, cantava canzoni partigiane. La ferita presto andò in gangrena e Bursać morì in ospedale il 23 Settembre 1943. Fu proclamata eroina popolare della Jugoslavia il mese seguente. Scuole, strade e organizzazioni furono intitolate in sua memoria dopo la guerra, per commemorare il suo servizio alla causa partigiana.

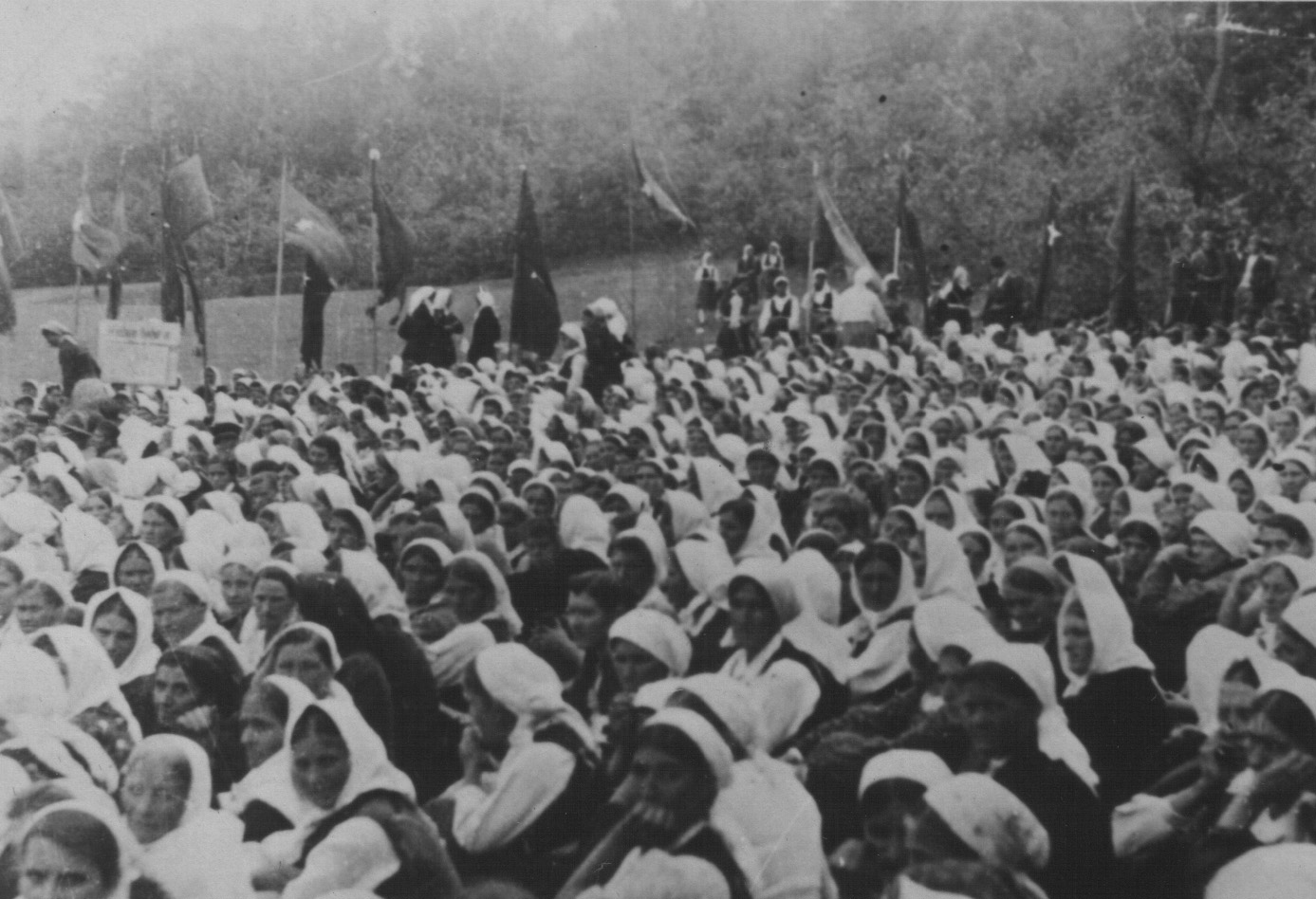
Raduno del fronte antifascista femminile tenutosi a Drvar nel 1942

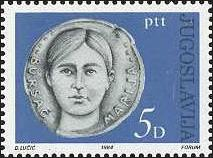
Bursać fu commemorata su un francobollo jugoslavo del 1984.